# Underwood (Dakota du Nord)
Pour les articles homonymes, voir Underwood.
La ville d’Underwood est située dans le comté de McLean, dans l’État du Dakota du Nord, aux États-Unis. Sa population s’élevait à 778 habitants lors du recensement de 2010, estimée à 747 habitants en 2018.

## Démographie
| 1910 | 1920 | 1930 | 1940 | 1950  | 1960 |
| ---- | ---- | ---- | ---- | ----- | ---- |
| 422  | 453  | 488  | 613  | 1 061 | 819  |

| 1970 | 1980  | 1990 | 2000 | 2010 | - |
| ---- | ----- | ---- | ---- | ---- | - |
| 781  | 1 329 | 976  | 812  | 778  | - |

## Source
- (en) Cet article est partiellement ou en totalité issu de l’article de Wikipédia en anglais intitulé « Underwood, North Dakota » (voir la liste des auteurs).